# Lista över svenska ubåtar
Detta är en lista över svenska ubåtar.

## Operativa
Gotlands-klass (sjösatta 1995–1996, 2011-2015, 2018-2020)
- HMS Gotland (Gtd) [1]
- HMS Halland (Hnd)
- HMS Uppland (Upd)

Södermanlands-klass (sjösatta 1988, 2003–2004, 2010)
- HMS Södermanland (Söd) – tidigare Västergötlands-klass

### Ubåtsräddningsfarkost
- URF

## Under utveckling
Blekinge-klass
- HMS Blekinge
- HMS Skåne

## Utrangerade
- HMS Hajen (1904)

- HMS Hvalen (1909)

2:a-klass
- HMS Undervattensbåten N:r 2 (1909)
- HMS Undervattensbåten N:r 3 (1909)
- HMS Undervattensbåten N:r 4 (1909)

Laxen-klass
- HMS Laxen (1914)
- HMS Gäddan (1915)

Svärdfisken-klass
- HMS Svärdfisken (1914)
- HMS Tumlaren (1914)

- HMS Delfinen (1914)

Braxen-klass
- HMS Braxen (1916)
- HMS Abborren (1916)

Hajen II-klass
- HMS Hajen (1917)
- HMS Sälen (1918)
- HMS Valrossen (1918)

Bävern-klass
- HMS Bävern (1921)
- HMS Illern (1918)
- HMS Uttern (1918)
- HMS Valen (1925)

Draken-klass
- HMS Draken (1926)
- HMS Gripen (1928)
- HMS Ulven (1930)

Delfinen II-klass
- HMS Delfinen (1934)
- HMS Nordkaparen (1935)
- HMS Springaren (1935)

Sjölejonet-klass
- HMS Sjölejonet (1936)
- HMS Sjöbjörnen (1938)
- HMS Sjöhunden (1938)
- HMS Svärdfisken (1940)
- HMS Tumlaren (1940)
- HMS Dykaren (1940)
- HMS Sjöhästen (1940)
- HMS Sjöormen (1941)
- HMS Sjöborren (1941)

Neptun-klass
- HMS Neptun (1942)
- HMS Najad (1942)
- HMS Näcken (1942)

Kustubåts-klass (1941–1944) 
- HMS U1 (1941)
- HMS U2 (1942)
- HMS U3 (1942)

Ombyggda till Jaktubåts-klass med nya namn 
- HMS U4 (1943) – HMS Forellen
- HMS U5 (1943) – HMS Abborren
- HMS U6 (1943) – HMS Siken
- HMS U7 (1943) – HMS Gäddan
- HMS U8 (1944) – HMS Laxen
- HMS U9 (1944) – HMS Makrillen

Hajen III-klass (1954–1958)
- HMS Hajen (1954)
- HMS Sälen (1955)
- HMS Valen (1955)
- HMS Bävern (1958)
- HMS Illern (1957)
- HMS Uttern (1958)

- HMS Spiggen (1958)

Draken II-klass (1960–1961)
- HMS Draken (Dra)
- HMS Gripen  (Gri)
- HMS Vargen (Vgn)
- HMS Delfinen (Del)
- HMS Nordkaparen (Nor)
- HMS Springaren (Spr)

Sjöormen-klass (1967–1968)
- HMS Sjöormen (Sor)
- HMS Sjölejonet (Sle)
- HMS Sjöhunden (Shu)
- HMS Sjöbjörnen (Sbj)
- HMS Sjöhästen (Shä)

Näcken-klass (1978–1979)
- HMS Näcken (Näk)
- HMS Najad (Nad)
- HMS Neptun (Nep)

Västergötlands-klass (1983–1990)
- HMS Västergötland (Vgd)
- HMS Hälsingland (Hgd)

- HMS Spiggen (1990) – (Spi)

Södermanlands-klass (sjösatta 1988, 2003–2004, 2010)
- HMS Östergötland (Ögd) – tidigare Västergötlands-klass [2][3]